# Камеженков, Ермолай Дементьевич
Ермола́й Деме́нтьевич Камеже́нков, Комеженков (1757—1818) — русский живописец, мастер провинциального портрета русского классицизма последней четверти XVIII — первой трети XIX века, ассоциируемый со школой Д. Г. Левицкого. Академик Императорской Академии художеств (с 1794; ассоциированный член — «назначенный» с 1787).

## Биография
Родился в семье крепостных крестьян, принадлежавших Тверскому архиерейскому дому. Обучался иконописному мастерству у Д. Крыжова (1772—1777). Проявившего способности юношу отослали в Петербург, где он продолжил обучение в школе Г. И. Козлова, где пробыл около трёх лет. С его работами ознакомилась Екатерина II, по поручению которой художник сделал ряд копий картин из коллекции Эрмитажа. Выполненные художником работы понравились императрице и в 1785 году вышел её указ об освобождении Камеженкова от крепостной зависимости.
Побывал на военной службе (1791—1793). Вышел в отставку в звании капитана. Жил в Петербурге, в Москве, в городе Кашине и последние годы в селе Забелино Тверской губернии. Написал много портретов, работал по заказам.
Получил звание «назначенного в академики» (1787) за «Портрет молодого человека».
Было присвоено звание академика (1794) за портрет почётного вольного общника, художника-анималиста Иоганна Фридриха Гроота.
Работы живописца хранятся в Русском музее, Третьяковской галерее, картинной галерее Твери.

## Галерея

Работы Е. Д. Камеженкова
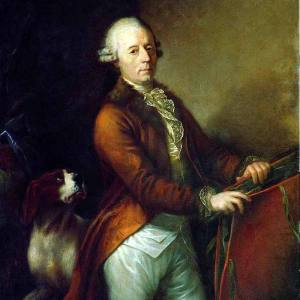
Портрет И. Ф. Грота. 1788 Холст, масло. 134 × 102 см Русский музей, Санкт-Петербург
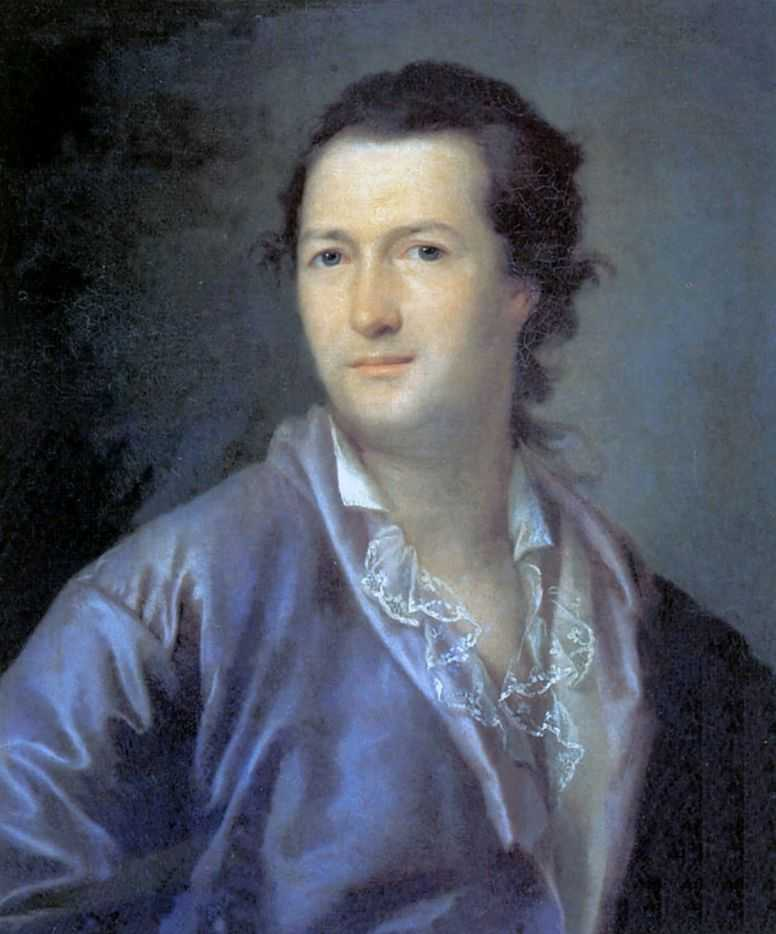
Портрет неизвестного в лиловом халате[7] (1790)
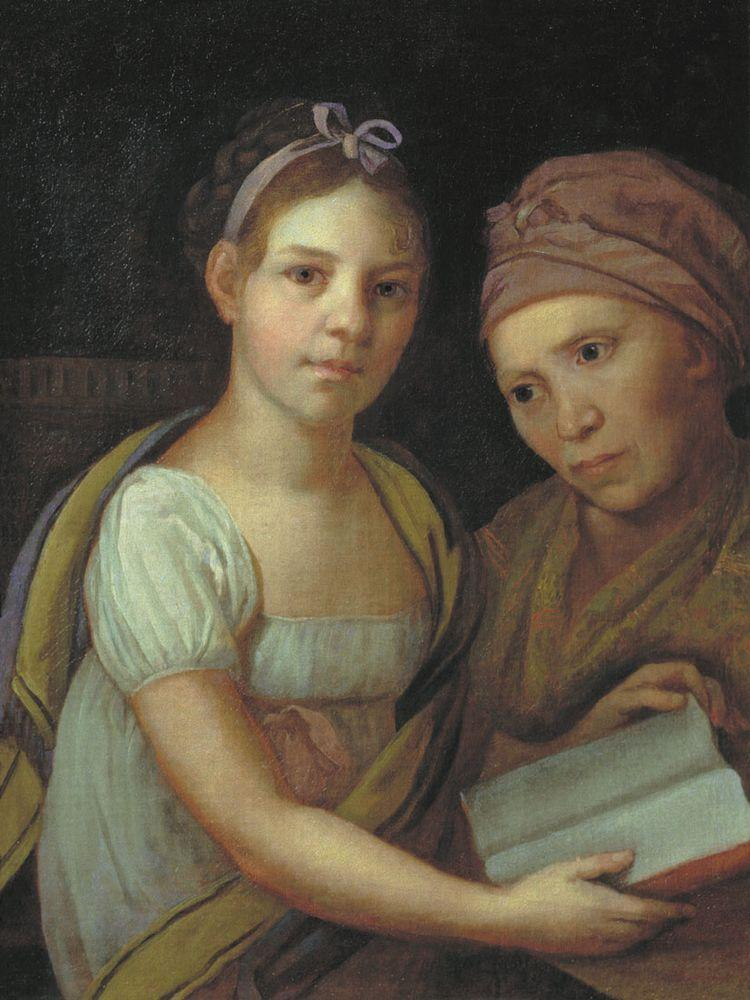
Портрет дочери художника с няней
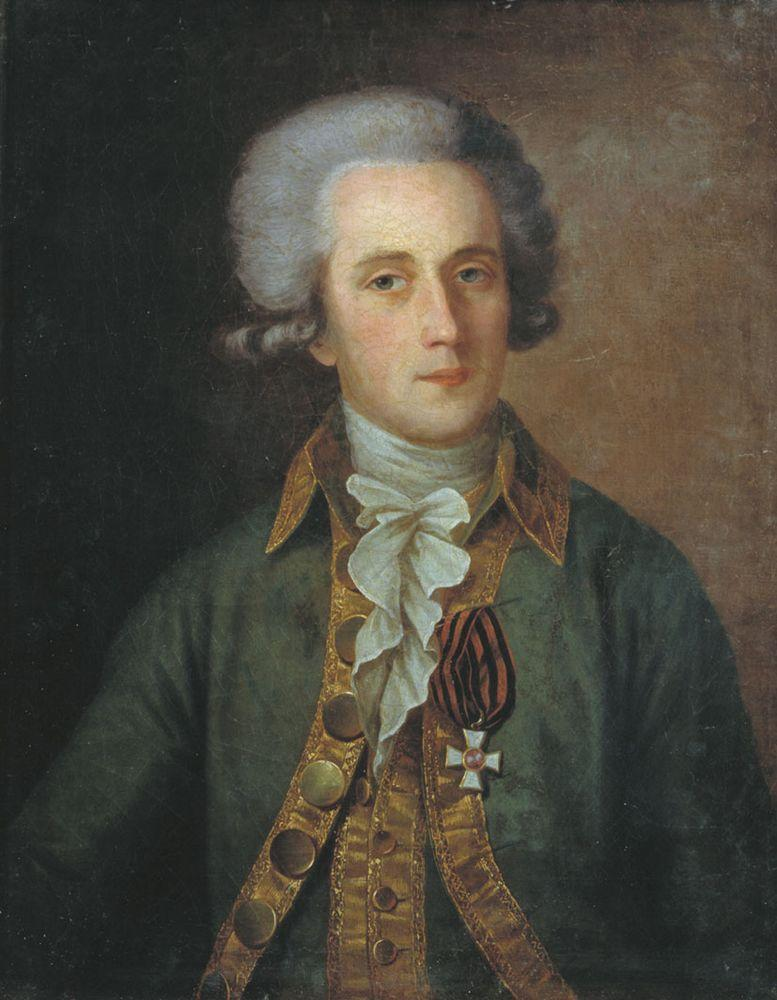
Портрет неизвестного офицера с орденом св. Георгия 4-й степени (1790)
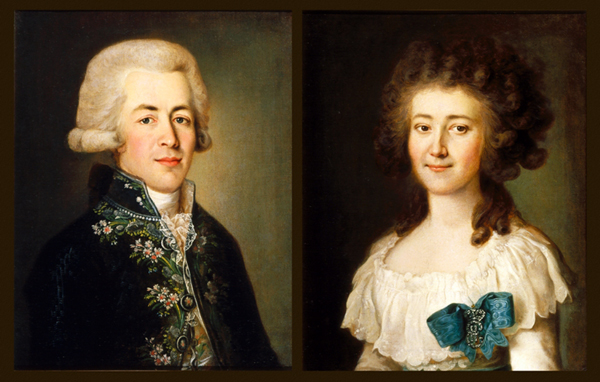
Парный портрет Ф. Ф. Вадковского c женой (1789)
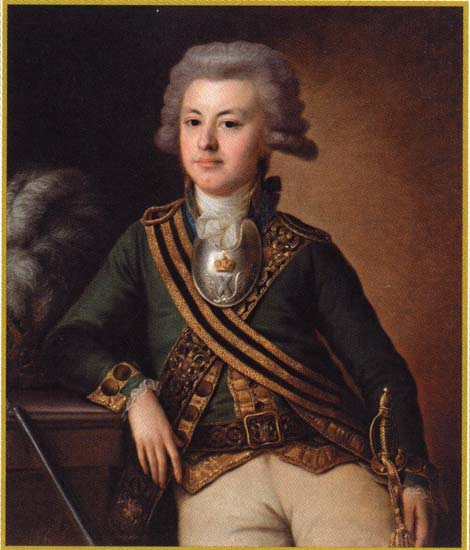
Портрет Я. И. Лихачёва
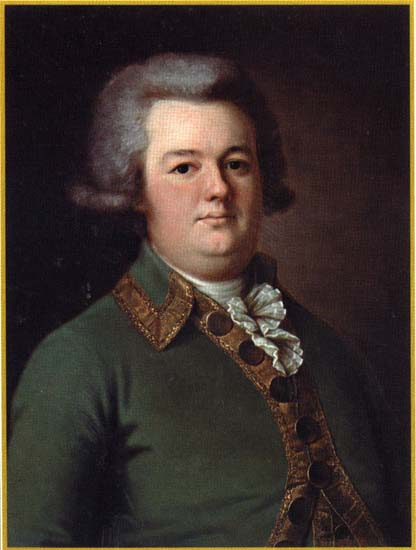
Портрет Василия Ивановича Лихачёва
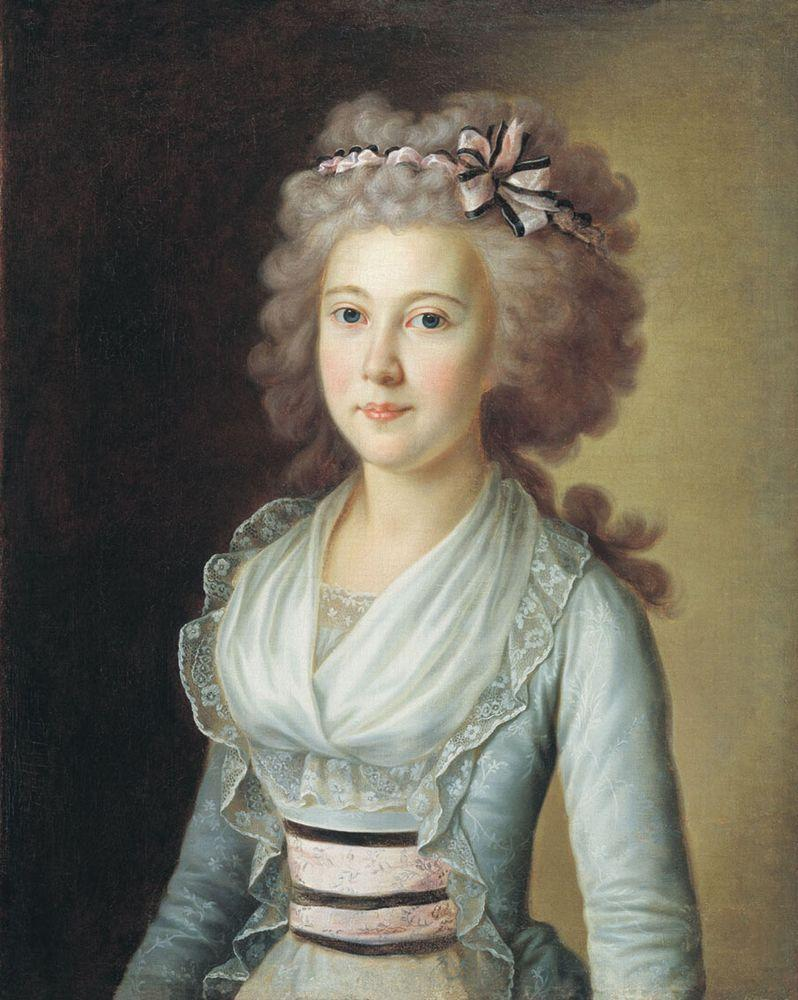
Портрет молодой дамы[10][8] (1790)